# Кипарисовик горохоплідний
Кипарисовик горохоплідний (Chamaecýparis pisífera) — вид дерев'янистих рослин роду Кипарисовик (Chamaecyparis) родини Кипарисові (Cupressaceae)

## Ботанічний опис

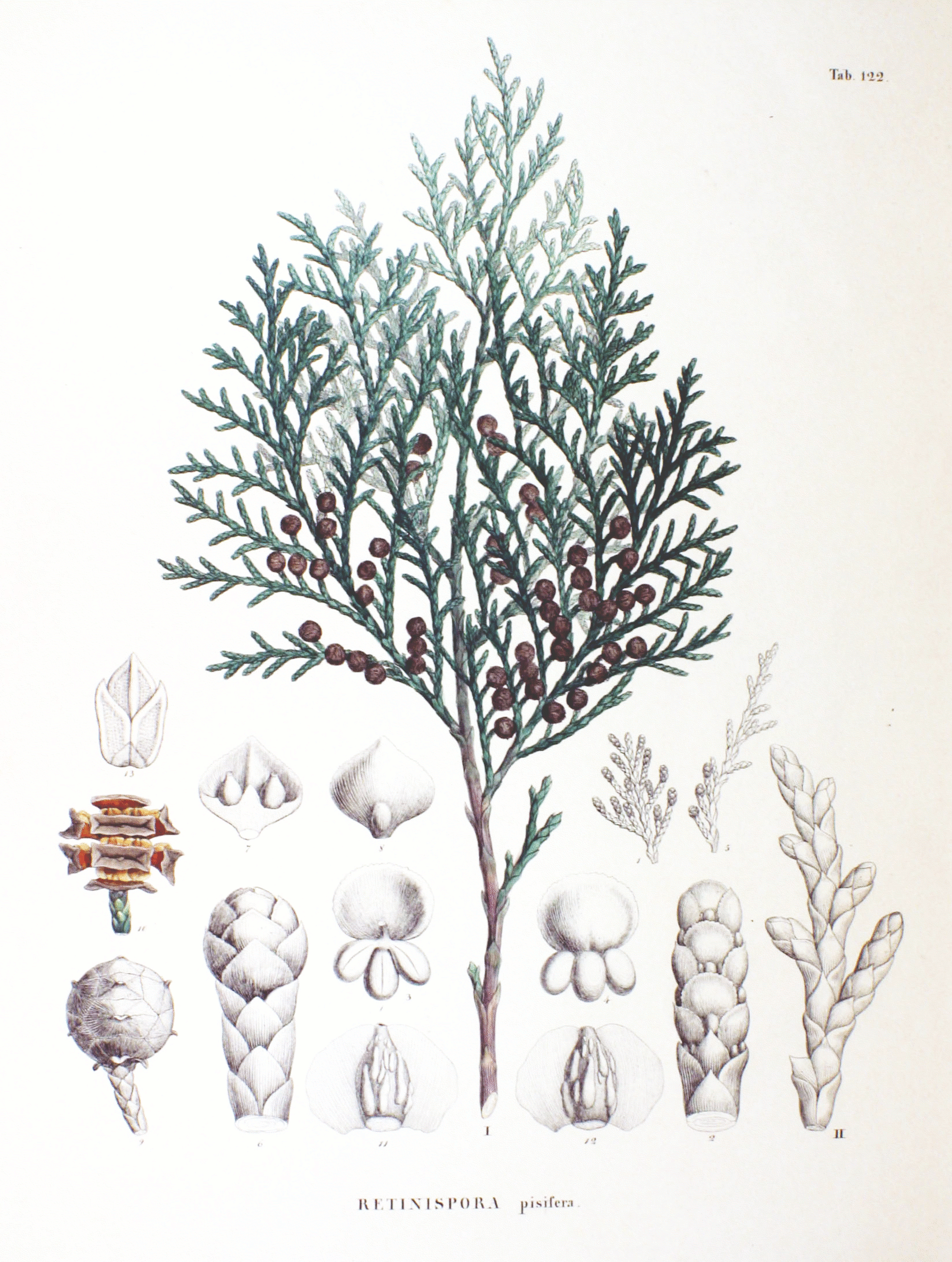
Кипарисовик горохоплодний. Ботанічна ілюстрація з книги «Flora Japonica», 1870

Дерево 25-30 (50) м заввишки. Крона конусоподібна або вузькокеглевидна, гілки горизонтально розпрористі. Кора червонувато-коричнева або червоно-блакитна, гладка, відходить тонкими смужками. Гілочки плоскі, висячі, густо вкриті листям. Листя (голки) примикають, з віддаленими верхівками, зверху блискучі, темно-зелені, знизу з білими плямами і смужками, мають слабкий аромат. Площинні листя яйцевидно-ланцетні, з залозками; бічні — сільно зжаті, загострені з рівними площинами по довжині.
Чоловічі стробіли з 6-10 пар бурих пилкових мішків. Жіночі шишки численні, дрібні, на коротких черешках, кулясті, 6-8 мм в діаметрі, жовтувато-коричневі або темно-коричневі, дозрівають на перший рік. Насінних лусок 8-10 (12), м'які, не дерев'янисті, тонкі, витягнуті в ширину, увігнуті при дозріванні, вгорі зморшкуваті, слабо загострені, краї надрізані. Насіння по 1-2 на лусці; крило тонке, прозоре, дуже широке з 5-6 смоляними залозками на кожній стороні.

## Поширення і екологія
Ендемік Японських островів, віддає перевагу вологим грунтам  .

## Господарське значення і застосування
Деревина високої якості  .
Використовується в якості декоративної рослини (деякі сорти: Aurea, Boulevard, Filifera, Plumosa, Squarrosa) .

## Синоніміка
- Chamaecyparis filifera Veitch ex Sénécl.
- Chamaecyparis leptoclada (Endl.) Henkel & W.Hochst.
- Chamaecyparis plumosa (Carrière) Sénécl.
- Chamaecyparis squarrosa (Siebold & Zucc.) Endl.
- Cupressus leptoclada (Endl.) Lavallée
- Cupressus pisifera (Siebold & Zucc.) F.Muell.
- Cupressus squarrosa (Siebold & Zucc.) Ravenscr.
- Retinispora aurea (Gordon) de Vos
- Retinispora filifera (Veitch ex Sénécl.) Fowler
- Retinispora leptoclada (Endl.) Zucc. ex Gordon
- Retinispora pisifera Siebold & Zucc.basionym
- Retinispora plumosa (Carrière) Gordon
- Retinispora squarrosa Siebold & Zucc.
- Retinispora stricta Gordon
- Thuja pisifera (Siebold & Zucc.) Mast.[3]